# The David Lee Roth Band
The David Lee Roth Band foi um supergrupo formado em 1985 pelo ex-vocalista do Van Halen, David Lee Roth. Para a formação original e mais conhecida deste supergrupo, David Lee Roth chamou 3 músicos considerados virtuosos em seus respectivos instrumentos: Steve Vai (guitarra), Billy Sheehan (baixo) e Gregg Bissonette (bateria). Para muitos, esta formação foi a melhor banda já montada no hard rock, com instrumentistas de teoria e técnica muito sólidas.
Alguns outros músicos famosos que mais tarde integrariam a banda são: Jason Becker (guitarra), Steve Hunter (guitarra), John 5 (guitarra), Matt Bissonette (baixo), Ray Luzier (bateria), Brett Tuggle (teclados). Os maiores hits da banda são: "Yankee Rose", "Goin' Crazy!", "Shy Boy", "Just Like Paradise", "Stand Up", "Damn Good", "A Lil Ain't Enough", "She's My Machine", e "Slam Dunk!"

## História
Em 1985, o primeiro disco da carreira solo de David Lee Roth foi lançado, ainda sem o supergrupo. Intitulado Crazy from the Heat, foi lançado enquanto ele ainda era um membro do Van Halen.
No final de 1985, Roth abandonou o Van Halen devido a algumas intrigas, e deu lugar a Sammy Hagar. Foi então que ele montou este supergrupo.

### Eat 'Em and Smile
Produzido por Ted Templeman, produtor da grande maioria dos álbuns do Van Halen, The David Lee Roth Band lançou o seu primeiro álbum solo, "Eat 'Em and Smile", em Julho de 1986
A primeira faixa deste álbum (Yankee Rose) é o maior clássico da banda, e tem um curioso diálogo entre Roth e a guitarra de Steve Vai. Segundo o próprio guitarrista, o diálogo com a guitarra chegou a ser realmente escrito. "Havia algumas palavras em minha mente, mas não lembro quais eram. Com certeza, algo bobo", disse ele, em entrevista dada a revista Examiner, em 2012. A canção foi composta por Vai e Roth, em homenagem à Estátua da Liberdade, que na época completava 100 anos de sua inauguração. Outra que se destacou foi “Shy Boy”, composição de Sheehan que até hoje é executada casualmente pelo Mr. Big.
Além dela, o álbum traz alguns covers: "Tobacco Road", que foi 'hit' nos anos 1960, "I'm Easy" e "That’s Life" (imortalizada por Frank Sinatra). Em 1987, por ideia de Billy Sheehan, o álbum Eat 'Em and Smile foi relançado, com o nome Sonrisa Salvaje, com os vocais em espanhol. A sonoridade é 99% idêntica, com exceção justamente dos vocais.
No dia 25 de Novembro de 2015, com o álbum prestes a completar 30 anos, a banda decidiu se reunir novamente para um show, em que tocariam o álbum na integra. A reunião, porém, foi cancelada em cima da hora, por oficiais do corpo de bombeiros no Lucky Strike Live em Hollywood.
Set list das músicas tocadas na Turnê
1. "Shy Boy"
2. "Tobacco Road"
3. "Unchained" (cover do Van Halen)
4. "Panama" (cover do Van Halen)
5. Drum Solo
6. "Oh, Pretty Woman" (cover de Roy Orbison)
7. "Ladies' Nite in Buffalo?"
8. "Everybody Wants Some!!" (cover do Van Halen)
9. "On Fire" (cover do Van Halen)
10. "Bump and Grind"
11. "Ice Cream Man" (cover de John Brim)
12. "Big Trouble"
13. "Yankee Rose"
14. Bass/Guitar Solos
15. "Ain't Talkin' 'bout Love" (cover do Van Halen)
16. "Goin' Crazy!"
17. "Jump" (cover do Van Halen)
18. "California Girls"[7]

### Skyscraper, e as Saídas deBilly SheehaneSteve Vai
Produzido por Roth e Steve Vai, este álbum traz uma sonoridade mais Pop que seu antecessor, e a presença de sintetizadores começa a ser mais sentida.
Comercialmente falando, Skyscraper consagrou de vez a banda, com boas vendas. Isto se deveu ao sucesso do single “Just Like Paradise”, que foi um hit mundial e mostrou resultado ao chegar ao 6° lugar das paradas americanas.
A mudança na sonoridade, porém, não agradou aos críticos, e nem ao Vai e ao Sheehan, que deixariam a banda.
Billy Sheehan deixou a banda (e se juntaor ao Mr. Big) logo após o lançamento do álbum, alegando que a sonoridade das demos ficou melhor que no disco lançado. Assim, para a turnê de divulgação do álbum, Roth chamou o baixista Matt Bissonette. A turnê teve uma grande produção, com Roth surfando por cima da platéia em uma prancha suspensa por fios, e também um ringue de boxe. Ambas as partes do show podem ser vistas no videoclipe da música "Just Like Paradise". O show também contou com a banda tocando tambores de aço do Caribe e também fizeram um segmento acústico, onde a banda fez alguns covers de clássicos como "Little Susie Wake-up", dos Everly Brothers.
A turnê foi um grande sucesso e reuniu críticas positivas em muitos lugares. Apesar dos triunfos, Steve Vai deixou a banda para seguir carreira solo, gravar e fazer turnês com o Whitesnake.
Set list das músicas tocadas na Turnê
1. "The Bottom Line"
2. "Ain't Talkin' 'bout Love" (cover do Van Halen)
3. "Just Like Paradise"
4. "Knucklebones"
5. "Goin' Crazy!"
6. "Hot for Teacher" (cover do Van Halen)
7. "Easy Street" (cover de Edgar Winter)
8. "Skyscraper"
9. "Hot Dog and a Shake"
10. "Just a Gigolo / I Ain't Got Nobody"
11. "Yankee Rose"
12. "Panama" (cover do Van Halen)
13. "California Girls"
14. "You Really Got Me"
15. "Jump" (cover do Van Halen)[9]

### Novos músicos e o lançamento do 3º álbum (A Little Ain't Enough)
Em 1989, Steve Vai decide excursionar com o Whitesnake. Para seu lugar, David convidou Jason Becker, então um talentoso guitarrista de apenas 20 anos.
Enquanto gravava o álbum A Little Ain't Enough, que seria lançado em 1990, ele começou a sentir uma certa parestesia em sua perna esquerda. Após pressão de seus amigos e familiares, ele foi ao médico, que pediu exames mais profundos. Constatou-se, então, a manifestação da Doença de Lou Gehrig, também conhecida como  esclerose lateral amiotrófica.
Embora Jason tivesse concluído as gravações do álbum, já com algum esforço, e com algumas técnicas, como usar um encordamento bem mais fino, ele não estava mais em condições de sair em turnê com a banda. Por conta disso, ele foi substituído pelo guitarrista Joe Holmes, do Lizzy Borden. Desde então, Jason não toca mais, devido à paralisia total do seu corpo devido a doença.
Produzido por Bob Rock, o álbum teve cmo destaque a faixa-título (A Lil' Ain't Enough), que acabou ganhando maior notoriedade graças ao videoclipe, que foi censurado pela MTV após poucas exibições por mostrar moças voluptuosas e anões.
O álbum vendeu mais de 400 mil cópias apenas na época de seu lançamento, alcançando a posição de número 18 no Top 200 da Billboard.
O show da turnê deste álbum incluiu duas estátuas do diabo, Roth simulando urinar Whisky no público e um par de pernas infláveis gigantes. Porém, com a chegada do movimento Grunge, esta turnê não foi tão bem financeiramente como o planejado.
O álbum parou de ser impresso pela gravadora Warner Bros. em 1996. Em 2007, porém, ele foi remasterizado e vendido durante a Friday Music label.

### Your Filthy Little Mouth
Produzido por Nile Rodgers, este álbum combinou elementos de rock, música country, reggae, hip hop, lounge, entre outros. Não foi bem aceito pelo público, sendo, por isso, considerado por muitos como um fracasso comercial.
Para este álbum, David chamou os músicos Terry Kilgore (guitarras) e John Regan (baixo), Brett Tuglle (teclados e bakc-vocal),  e Ron Wikso na bateria.
A turnê de divulgação deste álbum foi mundial e teve duração superior à 10 meses. A banda excursionou pela América do Norte, Japã e  Europa.

### DLR Band
Em 1998, David convidou os músicos Michael Hartman e John 5 (guitarras), Bourbon Bob (baixo) e Ray Luzier (bateria), para gravar o primeiro trabalho de estúdio da banda através do próprio selo de David, o "Wa Wa Zat".
DLR Band recebeu críticas positivas, principalmente em relação aos seus 2 álbuns antecessores. Apesar disso, com pouca promoção e distribuição limitada, o álbum não foi tão bem, comercialmente falando..
É considerado o último álbum da The David Lee Roth Band, já que seu sucessor, Diamond Dave (2003), foi gravado com vários músicos diferentes em cada faixa. Diamond Dave É considerado uma espécie de "flashback" da carreira do David, por constar basicamente de músicas covers que compuseram o estilo musical de David.

### Atualmente
- Em 2000, o guitarrista John 5 escreve a canção "Look at all the people here tonite!", que foi o primeiro single de rádio através da Internet.

- Segundo o guitarrista John 5 , a banda chegou a  gravar um álbum em 2014, que ainda não tem um título e até o momento não há planos para que ele seja liberado.[12]

## Integrantes

### Formação original
- David Lee Roth (vocais) - 1985-2006
- Steve Vai (guitarras) - 1985–1989
- Billy Sheehan (baixo) - 1985–1988
- Gregg Bissonette (baterias) - 1985–1992

### Outros Músicos
| - Jason Becker (1990–1991) - Steve Hunter (1990–1991) - Joe Holmes (1991–1992) - Steve Hunter (1991–1992) - Terry Kilgore (1993–1994) - Rocket Ritchotte (1993–1994) - Terry Kilgore (1994) - Steve Hunter (1997) - Mike Hartman (1998) - John 5 (1998) - Bart Walsh (1999, 2001) - Brian Young (2002–2003) - Toshi Hiketa (2003–2005) - Brian Young (2006) - Toshi Hiketa (2006) | - Matt Bissonette (1988–1990) - Todd Jensen (1990–1991) - James Hunting (1993–1994) - John Regan (1994) - Steve Hunter (1997) - B'urbon Bob (1998) - Todd Jensen (1999–2000) - James LoMenzo (2001–2004) - Todd Jensen (2004–2006) - Gregg Bissonette (1985–1992) - Ron Wikso - Baterias e Percussão (1993–1994) - Ray Luzier (1997–2000, 2001–2005) - Jimmy DeGrasso (2006) - Pat Torpey (?) | - Jesse Harms (1986) - Brett Tuggle (1988–1994, 1997) - Richard Hilton (1994–1995) - Patrick Howard I (1998–1999) |

## Discografia

### Álbuns de Estúdio
| Eat 'Em and Smile (Sonrisa Salvaje) - Lançamento: 7 de julho de 1986 - Gravadora: Warner Bros. Records | 4   | — | —  | 13 | 5  | 57 | 50 | 12 | 29 | 28 | - : 2,000,000+ | - BPI: ouro - US: 2× platina  |
| Skyscraper - Lançamento: 26 de janeiro de 1988 - Gravadora: Warner Bros. Records                       | 6   | — | 35 | 6  | 1  | 39 | 12 | 13 | 13 | 11 | - : 1,000,000+ | - : ouro - : platina          |
| A Little Ain't Enough - Lançamento: 15 de janeiro de 1991 - Gravadora: Warner Bros. Records            | 18  | — | 26 | 21 | 1  | 30 | —  | 11 | 5  | 4  | - : 500,000+   | - MC: ouro - : prata - : ouro |
| Your Filthy Little Mouth - Lançamento: 8 de março de 1994 - Gravadora: Warner Bros. Records            | 78  | — | —  | —  | 12 | —  | —  | 23 | 25 | 28 | - : 61,782+    |                               |
| DLR Band - Lançamento: 9 de junho de 1998 - Gravadora: Wawazat!!                                       | 172 | — | —  | —  | —  | —  | —  | —  | —  | —  | - : 51,612+    |                               |
| "—" denotes releases that did not chart                                                                |     |   |    |    |    |    |    |    |    |    |                |                               |

### Coletâneas
| Álbum                            | Detalhes                                                                                               | Desempenho    | Desempenho                  |
| Álbum                            | Detalhes                                                                                               | Billboard 200 | The Official Finnish Charts |
| -------------------------------- | --- | ------------- | --------------------------- |
| The Best                         | - Data de Lançamento: 28 de outubro de 1997 - Gravadora: Warner Bros. Records - Formatos: CD, cassette | 199           | 30                          |
| Greatest Hits/The Deluxe Edition | - Data de Lançamento: 19 de novembro de 2013 - Gravadora: Friday Music - Formatos: CD                  |               |                             |

### Singles
| 1986                                    | "Yankee Rose"         | 16 | 10 | 33 | 29 | 10 | —  | —  | —  | Eat 'Em and Smile        |
| 1986                                    | "Goin' Crazy!"        | 66 | 12 | —  | —  | —  | —  | —  | —  | Eat 'Em and Smile        |
| 1986                                    | "That's Life"         | 85 | —  | —  | —  | —  | —  | —  | —  | Eat 'Em and Smile        |
| 1986                                    | "Tobacco Road'        | —  | 10 | —  | —  | —  | —  | —  | —  | Eat 'Em and Smile        |
| 1988                                    | "Knucklebones"        | —  | 45 | —  | —  | —  | —  | —  | —  | Skyscraper               |
| 1988                                    | "Just Like Paradise"  | 6  | 1  | 14 | 8  | 6  | 77 | 13 | 27 | Skyscraper               |
| 1988                                    | "Stand Up"            | 64 | 5  | —  | —  | —  | —  | —  | 72 | Skyscraper               |
| 1988                                    | "Damn Good"           | —  | 2  | —  | —  | —  | —  | —  | —  | Skyscraper               |
| 1991                                    | "A Lil' Ain't Enough" | —  | 3  | 42 | 41 | 4  | 58 | —  | 32 | A Little Ain't Enough    |
| 1991                                    | "Sensible Shoes"      | —  | 6  | —  | 48 | —  | —  | —  | 81 | A Little Ain't Enough    |
| 1991                                    | "Tell the Truth"      | —  | 39 | —  | —  | —  | —  | —  | —  | A Little Ain't Enough    |
| 1994                                    | "She's My Machine"    | —  | 12 | —  | —  | 10 | —  | —  | 64 | Your Filthy Little Mouth |
| 1994                                    | "Night Life"          | —  | —  | —  | —  | —  | —  | —  | 72 | Your Filthy Little Mouth |
| 1997                                    | "Don't Piss Me Off"   | —  | —  | —  | —  | —  | —  | —  | —  | The Best                 |
| 1998                                    | "Slam Dunk"           | —  | —  | —  | —  | —  | —  | —  | —  | DLR Band                 |
| "—" denotes releases that did not chart |                       |    |    |    |    |    |    |    |    |                          |